# Villa Arnold (Magdeburg)

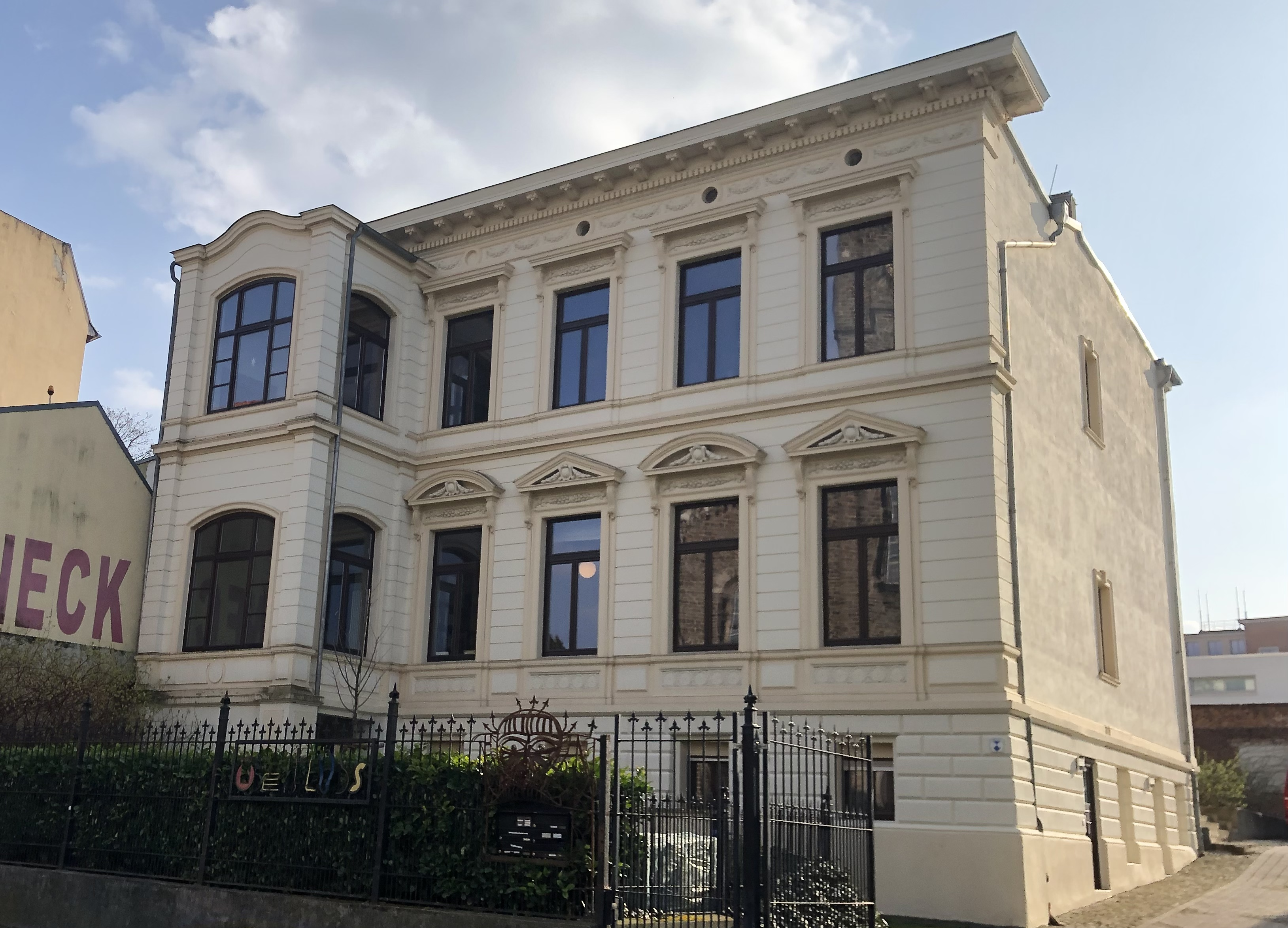
Villa Arnold im Jahr 2022

Die Villa Arnold ist eine denkmalgeschützte Villa in Magdeburg in Sachsen-Anhalt.

## Lage
Die traufständige Villa steht auf der westlichen Seite der Schönebecker Straße im Magdeburger Stadtteil Buckau an der Adresse Schönebecker Straße 19.

## Architektur und Geschichte
Der zweigeschossige, verputzte Bau wurde im Jahr 1879 als Wohnhaus des Kaufmanns Otto Arnold errichtet. Arnold war der Schwiegersohn des Unternehmers Christian Friedrich Budenberg und wurde später Geschäftsführer der nahe gelegenen Fabrik für Messgeräte und Armaturen Schäffer & Budenberg. Die Gestaltung ist spätklassizistisch mit neobarocken Elementen. Die fünfachsige Fassade ist mit Putzbändern gegliedert und mit Fassadenschmuck versehen. Im Erdgeschoss sind die Fensteröffnungen mit Fensterverdachungen abwechselnd in Form von Segmentbögen und Dreiecksgiebeln überspannt.
Der Bau ruht auf einem hohen Sockelgeschoss. Der Grundriss ist winkelförmig angelegt und führt auf der Rückseite weiter nach Südwesten. 1885 wurde das Obergeschoss ausgebaut nach dem Arnold in die Villa Budenberg verzogen war. Im Jahr 1905 wurde vor die linke äußere Achse auf Stelzen ein Erker zunächst Balkonerker gesetzt.
Im örtlichen Denkmalverzeichnis ist die Villa unter der Erfassungsnummer 094 17858 als Baudenkmal verzeichnet.
Die Villa gilt als Teil der historischen dichten Bebauung des Buckauer Ortskerns als städtebaulich bedeutend.